# Miyake Yasunobu
Miyake Yasunobu est un nom japonais traditionnel ; le nom de famille (ou le nom d'école), Miyake, précède donc le prénom (ou le nom d'artiste).
Miyake Yasunobu (三宅 康信, 1563-9 novembre 1632) est un daimyo de l'époque Azuchi Momoyama au début de l'époque d'Edo. Né dans la province de Tōtōmi, il est le fils ainé de Miyake Yasusada. En compagnie de son père, Yasunobu est au service de Tokugawa Ieyasu et prend part à de nombreuses et importantes batailles du clan Tokugawa. Au cours de la bataille de Sekigahara en 1600, Yasunobu occupe le poste de gardien du château de Yokosuka puis se voit attribuer la garde du château de Kameyama après la campagne. En 1614, durant le premier siège d'Osaka, il défend le château de Sunpu dans la province de Suruga. L'année suivante, il supervise la défense du château de Yodo. Après le décès de son père la même année, il lui succède en tant que chef de famille et reçoit en héritage le domaine de Koromo. Son revenu est relevé de 2 000 koku en 1620 lorsqu'il reçoit le domaine d'Ise-Kameyama (d'une valeur de 12 000 koku).
Yasunobu décède en 1632 à Kameyama à l'âge de 70 ans. Son fils ainé Yasumori lui succède.

## Source de la traduction
- (en) Cet article est partiellement ou en totalité issu de l’article de Wikipédia en anglais intitulé « Miyake Yasunobu » (voir la liste des auteurs).